# Danzel
Danzel, pseudonimo di Johan Waem (Beveren, 9 novembre 1976), è un cantante belga di musica elettronica.
Ha raggiunto l'undicesima posizione della Official Singles Chart nel novembre 2004 con il singolo discografico Pump It Up!.
Nel 2006 ha provato a rappresentare la Polonia con Undercover in occasione dell'Eurovision Song Contest con l'aiuto di Joku Waem.

## Discografia
- 2004 - The Name of the Jam
- 2008 - Unlocked

## Singoli
- 2004 - Pump It Up!
- 2006 - My Arms Keep Missing You